# 天津市人民政府驻北京办事处
天津市人民政府驻北京办事处，是中华人民共和国天津市人民政府驻北京市的办事处，该办事处负责领导联络协调、招商引资、信息调研、对外宣传、接待服务以及服务驻北京市天津企业等相关事项。该办事处为副局级单位。

## 历史沿革
历史上，1982年11月至1994年10月期间，天津市人民政府建立了驻北京办事处。1998年7月，天津市委和天津市人民政府决定将天津市人民政府驻北京市办事处划归天津市人民政府办公厅管理。2001年，经过调整后保留了天津市人民政府驻北京市办事处。